# Mandonguilles d'abadejo
Les mandonguilles d'abadejo (castellà: albóndigas de bacalao) són un plat tradicional valencià.
Consistixen en una massa de creilla i abadejo salat bollit a la que se li afegix rovell d'ou, pinyons, un picadet d'all i julivert i un polsim de canyella. Se'ls dona forma allargada, es rebossen en clara d'ou i es frigen. Es solen acompanyar d'allioli encara que també és típic servir-les amb titaina, tomata fregida o faves.
Com no contenen cap producte carni són un menjar típic de la quaresma.
En Portugal, Angola i Brasil existix un plat similar anomenant bolinhos al nord del país i pasteis al centre i sud que es diferencia en que no incorpora pinyons.

## Plats derivats
A la localitat de Torrent és típic el plat conegut com a salsa de setmana santa que consistix en una espècie de guisat de verdures d'hivern (carxofes, pésols i/o faves) amb mandonguiilles d'abadejo.